# Rinczen Barsbold
Rinczen Barsbold (Ринченгийн Барсболд, Rinczjengijn Barsbold) (ur. 1935 w Ułan Bator) – mongolski paleontolog, syn  Bjambyna Rinczena. Pracuje w Instytucie Geologii w Ułan Bator w Mongolii. Jest uznanym w świecie specjalistą od paleobiologii kręgowców i stratygrafii mezozoiku. Już w latach 80. postulował ewolucję ptaków od dinozaurzych przodków. Wspólnie z mongolskimi, radzieckimi, polskimi paleontologami opisał wiele nowych gatunków dinozaurów. Na jego cześć nazwano rodzaje Barsboldia (Maryańska & Osmólska, 1981) i Rinchenia (Osmólska et al., 2004).

## Odznaczenia
- Złote Promienie z Rozetą Orderu Wschodzącego Słońca – Japonia, 2023[2]

## Wybrane prace
- Barsbold, R. (1974). Saurornithoididae, a new family of small theropod dinosaurs from Central Asia and North America. Palaeontologia Polonica. (30): 5-22.
- Barsbold, R. and Perle, A. (1980). Segnosauria, a new infraorder of carnivorous dinosaurs. Acta Palaeontol. Polonica 25, 185-195
- Barsbold, R.; Currie, P.J.; Myhrvold, N.P.; Osmólska, H.; Tsogtbaatar K.; and Watabe M. (2000). A pygostyle from a non-avian theropod. Nature 403
- Barsbold, R., Osmólska, H., Watabe, M., Currie, P.J., & Tsogtbaatar, K., (2000). "A new oviraptorosaur (Dinosauria, Theropoda) from Mongolia: The first dinosaur with a pygostyle," Acta Paleontologica Polonica 45(2): 97-106.